# Don’t Explain
Don’t Explain — студийный альбом американской певицы Бет Харт и блюз-рокового гитариста Джо Бонамассы, изданный 27 сентября 2011 года на студии J&R Adventures. В альбоме собраны кавер-версии классических песен в стиле соул и блюз. В 2013 году музыканты записали продолжение, альбом каверов Seesaw.

## История
Don’t Explain — альбом кавер-версий классических песен в стиле соул и блюз от Рэя Чарльза и Билли Холидей до Тома Уэйтса и Тины Тёрнер. В 2013 году музыканты соберутся снова и вместе запишут продолжение, ещё один альбом каверов Seesaw.

## Отзывы
| Оценки критиков | Оценки критиков |
| Источник        | Оценка          |
| --------------- | --------------- |
| Allmusic        | [ 1 ]           |
| Slant           | [ 2 ]           |

Альбом получил положительные отзывы музыкальной критики и интернет-изданий. В рецензии на Slant отметили, что «мастерство интерпретации Харт и выбор первоклассного соавтора в лице Бонамассы делают Don’t Explain достойным проектом, который наконец-то позволяет Харт выступить с группой, достойной её феноменального голоса».

## Список композиций
| №                   | Название                          | Автор(ы)                                   | Оригинальный исполнитель | Длительность |
| ------------------- | --------------------------------- | ------------------------------------------ | ------------------------ | ------------ |
| 1.                  | «Sinner's Prayer»                 | Lowell Fulson, Lloyd Glenn                 | Ray Charles              | 4:27         |
| 2.                  | «Chocolate Jesus»                 | Tom Waits, Kathleen Brennan                | Tom Waits                | 2:39         |
| 3.                  | «Your Heart Is As Black As Night» | Melody Gardot                              | Melody Gardot            | 5:00         |
| 4.                  | «For My Friend»                   | Bill Withers                               | Bill Withers             | 4:11         |
| 5.                  | «Don't Explain»                   | Billie Holiday, Arthur Herzog Jr.          | Billie Holiday           | 4:34         |
| 6.                  | «I'd Rather Go Blind»             | Etta James, Ellington Jordan, Billy Foster | Etta James               | 8:06         |
| 7.                  | «Something's Got a Hold on Me»    | Etta James, Leroy Kirkland, Pearl Woods    | Etta James               | 6:05         |
| 8.                  | «I'll Take Care of You»           | Brook Benton                               | Bobby Bland              | 5:13         |
| 9.                  | «Well, Well»                      | Delaney Bramlett                           | Delaney & Bonnie         | 3:42         |
| 10.                 | «Ain't No Way»                    | Carolyn Franklin                           | Aretha Franklin          | 6:47         |
| Общая длительность: | Общая длительность:               | Общая длительность:                        | Общая длительность:      | 50:44        |

## Чарты
| Чарт (2011)                                  | Высшая позиция |
| -------------------------------------------- | -------------- |
| Австрия (Ö3 Austria)                         | 32             |
| Дания (Hitlisten)                            | 3              |
| Нидерланды (Album Top 100)                   | 9              |
| Франция (SNEP)                               | 90             |
| Германия (Media Control)                     | 17             |
| Норвегия (VG-lista)                          | 12             |
| Швеция (Sverigetopplistan)                   | 25             |
| Швейцария (Schweizer Hitparade)              | 50             |
| Великобритания (UK Albums Chart)             | 22             |
| Великобритания (UK Independent Albums Chart) | 4              |
| США (Billboard 200)                          | 120            |
| США (Billboard Independent Albums)           | 22             |
| США (Billboard Top Blues Albums)             | 3              |
| США (Billboard Top Rock Albums)              | 32             |

## Сертификации
| Регион | Сертификация | Продажи |
| --- | ------------ | ------- |
| Нидерланды (NVPI) | Золотой      | 25 000^ |
| Польша (ZPAV) | Золотой      | 10 000  |
| Великобритания (BPI) | Серебряный   | 60 000  |
| ^ Данные о тиражах приведены только на основе сертификации. · Данные о продажах + прослушиваниях приведены только на основе сертификации. |              |         |